# Idan Dershowitz
Idan Dershowitz (geb. 1982) ist ein israelischer Bibelwissenschaftler und Hochschullehrer. Seit Beginn des Wintersemesters 2020/21 ist er Lehrstuhlinhaber für Hebräische Bibel und Exegese an der Universität Potsdam.

## Leben
Idan Dershowitz studierte mehrere Jahre an einer Yeshiva und anschließend an der Hebrew University in Jerusalem. Hier wurde er zum PhD promoviert. 2017 wurde er in die Harvard Society of Fellows, eine Gruppe zur Förderung von Nachwuchswissenschaftlern an der Harvard University, aufgenommen.
2020 erhielt er die Berufung auf den Lehrstuhl für Hebräische Bibel und Exegese am Institut für Jüdische Theologie der Universität Potsdam. Damit wurde zugleich die Professur am Zentrum Jüdische Studien Berlin-Brandenburg als Landesprofessur an der Universität Potsdam verstetigt. Er ist Mitglied der Society of Biblical Literature.
Sein Forschungsschwerpunkt ist die Kompositionsgeschichte biblischer Texte. Die von Dershowitz erstmals in einem Artikel in der Zeitschrift für die alttestamentliche Wissenschaft vertretene These, die Shapira-Fragmente seien entgegen der seit dem 19. Jahrhundert vorherrschenden Meinung doch echt und repräsentierten eine Vorform des Deuteronomiums, wurde im März 2021 von der New York Times aufgegriffen.

## Werke
- Revealing Nakedness and Concealing Homosexual Intercourse: Legal and Lexical Evolution in Leviticus 18. In: Hebrew Bible and Ancient Israel (HeBAI) 6 (2017), S. 510–526
- The Dismembered Bible: Cutting and Pasting Scripture in Antiquity.  (= Forschungen zum Alten Testament 143) Tübingen: Mohr Siebeck 2021 ISBN 978-3-16-159860-9
- The Valediction of Moses: A Proto-Biblical Book. (= Forschungen zum Alten Testament 145) Tübingen: Mohr Siebeck 2021 ISBN 978-3-16-160644-1